# 特奥多尔·豪斯
特奥多尔·豪斯（德語：Theodor Heuss，1884年1月31日—1963年12月12日）德國政治家和作家。第二次世界大戰結束後，他協助創立了德国自由民主党，并任主席。1948～1949年在議會任職，參與了德意志聯邦共和國基本法的起草工作。1949年9月當選首任西德總統，1959年卸任。他一生著作很多，其中有1932年出版的《希特勒的道路》。